# Episodi di Twilight of the Gods
La prima stagione della serie animata Twilight of the Gods è stata interamente pubblicata a livello internazionale il 19 settembre 2024 su Netflix.
| n. | Titolo originale            | Titolo italiano         | Pubblicazione USA | Pubblicazione Italia |
| -- | --------------------------- | ----------------------- | ----------------- | -------------------- |
| 1  | The Bride–Price             | Il prezzo della sposa   | 19 settembre 2024 | 19 ottobre 2024      |
| 2  | Heretic Spear               | La spada eretica        | 19 settembre 2024 | 19 ottobre 2024      |
| 3  | You Will Gladden His Ravens | Rallegrare i suoi corvi | 19 settembre 2024 | 19 ottobre 2024      |
| 4  | The Worm                    | Il verme                | 19 settembre 2024 | 19 ottobre 2024      |
| 5  | The Scapegoat God           | Il dio capro espiatorio | 19 settembre 2024 | 19 ottobre 2024      |
| 6  | Now Hear Of...              | E ora ascoltate di...   | 19 settembre 2024 | 19 ottobre 2024      |
| 7  | If I Had a Hammer           | Datemi un martello      | 19 settembre 2024 | 19 ottobre 2024      |
| 8  | Song of Sigrid              | Il canto di Sigrid      | 19 settembre 2024 | 19 ottobre 2024      |

## Il prezzo della sposa
- Titolo originale: The Bride–Price
- Diretto da: Zack Snyder
- Scritto da: Eric Carrasco

### Trama
Dopo aver incontrato e innamoratosi su un campo di battaglia, la mezza gigante Sigrid si fidanza con il re Leif del clan vichingo Völsung. Dopo aver fatto l'amore nella casa che lui ha costruito per lei, Sigrid esprime il suo desiderio di sposarsi nella sua terra natale di Jotunheim tra la sua famiglia. Dopo aver recuperato la spada di suo padre dalla sua tomba per benedire le nozze, Leif e Sigrid si recano a Jotunheim. Il padre di Sigrid, il re gigante Glaumar, è impressionato dal dono di semi di Leif per riparare i loro terreni agricoli saccheggiati dal dio Aesir Odino. Le nozze vengono interrotte dagli dei Aesir Thor e suo fratello Baldr che cercano il criminale fuggito Loki, nascosto lì vicino travestito da lucertola. Incredulo dalle loro affermazioni di ignoranza, Thor massacra l'intero clan, lasciando in vita solo Leif e Sigrid quando Baldr inganna misericordiosamente Thor facendogli credere che siano morti. Sigrid giura che ucciderà Thor e viene immediatamente convocata a Helheimr da Loki che offre il suo aiuto.

## La spada eretica
- Titolo originale: Heretic Spear
- Diretto da: Jay Oliva
- Scritto da: Caitlin Parrish

### Trama
Loki e sua figlia Hela consigliano a Sigrid di procurarsi del ferro che uccide gli dei dal nano Andvari e un esercito dagli dei Vanir. Sigrid cerca cinque guerrieri toccati dalla follia. Dopo aver radunato la scudiera Hervor e lo schiavo di Leif, Egill il Poeta, entrano nei boschi alla ricerca di una strega Seid-Kona, che ha mangiato il suo bambino per ottenere l'Occhio della Provvidenza, ovvero il potere di vedere il futuro, dalla dea Vanir Freya . La strega, Aile, spiega che sua madre aveva un figlio, ma guardò nel futuro e vide che suo figlio avrebbe vissuto una vita da donna. Aile crebbe per prendere il suo posto come la nuova Seid-Kona, temuta come l'originale ed ereditando i suoi poteri profetici. Presto si offre volontaria insieme al suo schiavo, Ulfr l'uomo lupo, per la loro ricerca. Viaggiando verso le fucine di Nidavellir, Loki aiuta il gruppo a superare le donne tradite morte che sorvegliano i cancelli. Lì, Andvari offre armi che uccidono gli dei, ma avverte che maneggiarle maledirà le loro anime. Sigrid prende la lancia Antler, Aile due pugnali, Hervor una spada e Leif un'ascia. Andvari sceglie di andare con loro come quinto guerriero. Sigrid si getta nel fiume morto dove le donne tradite usano il loro dolore per rendere la sua pelle più dura del ferro. Nelle vicinanze, i corvi Pensiero e Memoria li spiano per conto di Odino.

## Rallegrare i suoi corvi
- Titolo originale: You Will Gladden His Ravens
- Diretto da: Tim Divar e Andrew Tamandl
- Scritto da: Peter Aperlo

### Trama
In un flashback Thor viene sedotto dalla figlia di Loki, il Serpente del Mondo Jörmungandr in forma femminile, per legare i loro destini. Baldr avverte Thor che una donna cerca la sua morte. Loki fa un patto con Freya che il suo popolo, i Vanir, accoglierà Sigrid se si dimostrerà degna. Sigrid e gli altri cercano invano Vanaheimr che è stato nascosto da quando Odino li ha sconfitti e ha rubato i loro poteri di profezia, le mele d'oro di Idunn che garantiscono l'immortalità e Freya come sua sposa. Ulfr riferisce che sono seguiti dai cacciatori di Odino, i Bolverkr. Sigrid è frustrata quando Loki ignora la sua convocazione. Hervor si preoccupa che se combattono contro gli Aesir potrebbero non essere accolti nel Valhalla dove i suoi tre figli la stanno aspettando. Sfuggendo ai Bolverkr, il gruppo si rifugia in una fattoria. Thor sfida Odino e parte per trovare Sigrid. I contadini tradiscono il gruppo che li uccide prima di fuggire con la schiava del contadino. Thor li insegue ma viene impedito di seguirli quando la donna apre il portale per Vanaheim, in cui nessun dio può entrare senza iniziare un'altra guerra. La donna, una serva del re di Vanaheim, ritiene il gruppo degno di entrare.

## Il verme
- Titolo originale: The Worm
- Diretto da: Dave Hartman e Andrew Tamandl
- Scritto da: Eric Carrasco e Caitlin Parrish

### Trama
Dopo essere stato costretto a ritirarsi, Thor incontra Sandraudiga, dea della Sconfitta. Il re Tiwaz di Vanaheim si rifiuta di aiutarli perché non può rischiare la guerra con Asgard. Con Loki che le sussurra all'orecchio, Sigrid si offre di restituire le Mele di Idunn per curare i corpi avvizziti dei Vanir. Tiwaz accetta e manda con loro la donna Thyra. Leif concede la libertà a Egill. Non sapendo cosa fare, Egill va da Aile per un consiglio sul suo futuro, ma lei rifiuta le sue avances romantiche, sperando che torni a casa. Viene rivelato che il drago Fafnir che custodisce le mele era un tempo un principe nano e amico di Andvari che cospirò con Loki per impossessarsi del trono e rubare l'oro di Andvari, ma fu maledetto e trasformato in un drago. Temendo di poter morire, Sigrid e Leif fanno l'amore sulla nave, segretamente assistiti da Thyra, che in seguito Sigrid prende in giro. Dopo una potente battaglia, Fafnir viene sconfitto e trasformato di nuovo in un nano. Andvari sceglie di risparmiarlo ma Leif gli taglia la testa. Restituiscono le mele a Tiwaz ma i Vanir si ammalano perché le mele erano state avvelenate da Loki. Leif rimane indietro per permettere a Sigrid e agli altri di scappare.

## Il dio capro espiatorio
- Titolo originale: The Scapegoat God
- Diretto da: Tim Divar e Andrew Tamandl
- Scritto da: Peter Aperlo

### Trama
In un flashback Odino mandò Thor a catturare i figli di Loki; Jormungandr fu gettata in mare, Fenrir fu incatenato per l'eternità e Hel bandito negli inferi. Leif ricorda le dure ultime parole che disse a suo padre. Entrambi si risvegliano dai loro incubi e Loki rivela che i Vanir hanno imprigionato Leif nel cranio di Hoenir, un dio Aesir mezzo assassinato da Odino la cui mente spezzata trabocca di follia. Sigrid e gli altri incontrano i Primi Lupi. Rendendosi conto che Ulfr indossa la pelle di uno del loro branco, gli concedono un singolo favore, guidandoli da Leif. Loki aiuta Leif a sfuggire al ricordo dell'omicidio del padre di Egill. Leif aiuta Loki a sfuggire al ricordo di aver permesso a Jormungandr di sedurre Thor e si rende conto che Loki ha trascorso l'eternità come capro espiatorio, un dio conveniente che gli altri incolpano per i loro peccati. I Vanir seguono Sigrid a Hoenir ma vengono affrontati in battaglia da ogni tribù Jotun inviata da Egill per aiutare Sigrid. Sigrid decapita Hoenir, liberando Leif. Loki si prende il merito delle mele avvelenate, ma mente dicendo che gli era stato ordinato da Odino. I Vanir, le tribù Jotun e il gruppo di Sigrid stringono un patto per muovere guerra ad Asgard.

## E ora ascoltate di...
- Titolo originale: Now Hear Of...
- Diretto da: Dave Hartman e Andrew Tamandl
- Scritto da: Eric Carrasco e Caitlin Parrish

### Trama
La notte prima della battaglia tutti prendono funghi e condividono storie. Un vecchio cantastorie racconta di Fenja e Menja, sorelle Jotun incatenate su una nave per macinare il sale per un re avido. Quando il peso del sale affondò la nave, loro e il re annegarono e per sempre gli oceani ebbero il sapore del sale. Uno Jotun racconta del gigante senza nome che costruì il muro di Asgard, scommettendo la mano di Odino Freya in matrimonio. Per assicurarsi di perderlo, Loki si trasformò in una cavalla e sedusse lo stallone del costruttore, Svadilfari. Il costruttore fallì e fu assassinato da Thor. Egill racconta di essersi innamorato di un uomo di nome Odric. Il fratello di Odric lo sfidò ed Egill lo uccise ma perse Odric. Aile trae potere da Ulfr tramite la sua confessione di aver cannibalizzato un bambino. Sigrid racconta a Thyra che la sua giovinezza non si adattava alla sua famiglia di giganti, così visitò le terre della madre umana e incontrò Leif. Essendo venuti per prendersi cura l'uno dell'altra, Egill e Aile fanno l'amore. Sigrid e Leif seducono Thyra. In seguito il vecchio cantastorie si rivela a Sigrid come Odino e la avverte che, come Menja e Fenja, la vendetta potrebbe costarle la vita.

## Datemi un martello
- Titolo originale: If I Had a Hammer
- Diretto da: Jay Oliva
- Scritto da: Caitlin Parrish e Peter Aperlo

### Trama
Thor si risveglia dopo aver sedotto Sandraudiga proprio mentre Sigrid e il suo esercito si avvicinano. Sigrid usa una magia gigantesca per minare il muro di Asgard. Loki progetta di salvare i suoi figli dal Ragnarok assicurandosi che Sigrid uccida Thor. Sandraudiga pone fine ai combattimenti in modo che la Valchiria possa raccogliere i morti per il Valhalla, sebbene ignorino i corpi dell'esercito di Sigrid. La moglie di Thor, Sif, sospetta che prendendo la Dea della Sconfitta come amante, Thor spera segretamente di morire. Thyra dice a Sigrid e Leif che vuole stare con entrambi. Sigrid e Leif fanno l'amore ma dopo che Leif si è addormentato Sigrid lo lascia indietro in modo che sopravviva. Aile fa lo stesso con Egill e insieme a Hervor e Andvari si infiltrano nel muro di Asgard. Aile parte per la sua missione mentre Freya conduce gli altri da Thor, ma lui li cattura. Loki li aiuta a fuggire ma Andvari tenta di vendicarsi di Loki per Fafnir, quindi Loki lo uccide. Leif chiede a Sigrid di andarsene con lui. Sigrid rifiuta e lega la sua corona nuziale di vischio alla sua lancia come simbolo di risolutezza. Poi se ne va, ferendo Leif alla gamba in modo che non possa seguirlo e gli dice di sposare Thyra al suo posto.

## Il canto di Sigrid
- Titolo originale: Song of Sigrid
- Diretto da: Zack Snyder
- Scritto da: Eric Carrasco

### Trama
Leif racconta a Thyra cosa Sigrid voleva per loro, ma Thyra ammette di amare solo Sigrid. Durante la battaglia successiva Thor uccide Tiwaz. Aile incontra Odino, che gli chiede di donargli l'Occhio della Provvidenza che Freya ha dato a sua madre per conoscere il suo futuro, ma la strega lo avverte che per averlo deve offrire qualcosa in cambio. Egill si infiltra ad Asgard per trovare Aile. Come prezzo per il suo potere, Aile uccide il corvo Memoria, sacrificando la conoscenza del passato di Odino, per dare al dio uno sguardo al futuro: Odino vede lui e suo figlio Thor morire durante il Ragnarok, i mortali che rinnegheranno lui e gli altri dei pagani per convertirsi al cristianesimo e Gesù Cristo sarà venerato fino ai giorni moderni, mentre lui e gli altri dei saranno solo un mero ricordo. Furioso per questa rivelazione, Odino uccide Aile proprio mentre Egill arriva, ma il suo sacrificio la resuscita come una nuova dea, metà Aesir (avendo la memoria di Odino) e metà Vanir (avendo anche l'occhio della provvidenza di Freya). Egill rimane, sperando che il loro amore cresca di nuovo. Thor sconfigge Ulfr e ferisce mortalmente Hervor. Come temeva, le Valchirie le negano l'ingresso nel Valhalla, sebbene Hela assicuri a Sigrid che Hervor troverà la pace a Helheimr. Thor chiede la resa di Sigrid, ma Sigrid sceglie di combattere per un futuro migliore. Baldr salva Thor, ma muore nel farlo perché il vischio in cima alla lancia di Sigrid era la sua unica vulnerabilità. Thor è sconvolto dalla morte di Baldr e permette a Freya di portarlo nel Valhalla. Loki uccide Sigrid e la manda nel Valhalla dopo Thor mentre Leif ha il cuore spezzato. Nel Valhalla Sigrid rincontra Thor, che le dice che il suo Canto è appena iniziato.